# Christoph Teuner
Christoph Teuner (* 10. Februar 1963 in München) ist ein deutscher Journalist und Fernsehmoderator.

## Leben
Christoph Teuner absolvierte jeweils ein einjähriges Gaststudium in den USA und in Frankreich. Ab 1986 studierte er in München Amerikanistik, Politikwissenschaft und Psychologie. Währenddessen war er Nachrichtensprecher beim Hörfunk des BR und von 1987 bis 1991 Redakteur und Reporter.
Später war Christoph Teuner stellvertretender Nachrichtenchef sowie Moderator bei Tele 5.
Ab 1992 war er bei RTL in Köln tätig. Dort moderierte er bis 1996 die Wochenendausgaben der Hauptnachrichtensendung „RTL aktuell“.
Anschließend präsentierte er bei Deutsche Welle die Fernsehsendung „Journal“ und arbeitete als Korrespondent für CNN International.
Teuner ist Chefmoderator beim Nachrichtensender n-tv, wo er seit 2000 Sendungen wie die „Nachrichten“, „n-tv forsa“ sowie den „Auslandsreport“ präsentiert.
Nebenbei ist er als Medientrainer und Gastronomiejournalist tätig, unter anderem für den Feinschmecker. Für die Frankfurter Rundschau schrieb er eine Serie über die Dreisterneköche Deutschlands.